# Premier League Darts 2016
De Betway Premier League Darts 2016 is de twaalfde editie van het jaarlijkse dartstoernooi georganiseerd door de PDC. Het toernooi loopt van 4 februari tot 19 mei 2016. Titelverdediger was Gary Anderson, echter verloor hij in de halve finale van Phil Taylor met 10–7. Michael van Gerwen won in deze editie zijn 2e Premier League Darts titel door Taylor in de finale te verslaan met 11–3.

## Spelers
De PDC maakte op 3 januari 2016, direct na het PDC World Darts Championship 2016 het tienhoofdige deelnemersveld voor de Premier League Darts 2016 bekend. Vier hiervan waren de nummers één tot en met vier van de PDC Order of Merit: Michael van Gerwen, Gary Anderson, Adrian Lewis en Phil Taylor.
De andere zes mochten deelnemen dankzij het verkrijgen van een wildcard. Dit waren Raymond van Barneveld, Peter Wright, Dave Chisnall, Michael Smith, Robert Thornton en James Wade. Ten opzichte van de vorige editie doen Kim Huybrechts en Stephen Bunting niet mee. Er is één debutant dit jaar: Michael Smith. Robert Thornton maakte zijn comeback na één jaar afwezigheid. Hiermee werd de volledige top 10 van de Order of Merit op dat moment uitgenodigd.
De opzet van het toernooi is hetzelfde als de edities vanaf 2013. Alle spelers speelden eenmaal tegen elkaar, waarna de twee laagst genoteerden na negen weken uitgeschakeld zijn. Vanaf dat moment spelen de laatste acht spelers tegen elkaar om zich te plaatsen voor vier plekken in de play-offs.
| Speler                | Aantal deelnames in de Premier League | Aantal deelnames op rij | Positie op de PDC Order of Merit | Beste resultaat                         | Kwalificatie        |
| --------------------- | ------------------------------------- | ----------------------- | -------------------------------- | --------------------------------------- | ------------------- |
| Michael van Gerwen    | 4e                                    | 4                       | 1                                | Winnaar (2013)                          | PDC Order of Merit  |
| Gary Anderson         | 6e                                    | 6                       | 2                                | Winnaar (2011, 2015)                    | PDC Order of Merit  |
| Adrian Lewis          | 9e                                    | 9                       | 3                                | Runner-up (2011)                        | PDC Order of Merit  |
| Phil Taylor           | 12e                                   | 12                      | 4                                | Winnaar (2005, '06, '07, '08, '10, '12) | PDC Order of Merit  |
| Peter Wright          | 3e                                    | 3                       | 5                                | Vijfde plaats (2014)                    | PDC Wildcard        |
| James Wade            | 8e                                    | 2                       | 6                                | Winnaar (2009)                          | PDC Wildcard        |
| Robert Thornton       | 3e                                    | 1                       | 7                                | Vijfde plaats (2013)                    | PDC Wildcard        |
| Michael Smith         | 1e                                    | 1                       | 8                                | Debuut                                  | PDC Wildcard        |
| Raymond van Barneveld | 11e                                   | 11                      | 9                                | Winnaar (2014)                          | Sky Sports Wildcard |
| Dave Chisnall         | 3e                                    | 3                       | 10                               | Halve finale (2015)                     | Sky Sports Wildcard |

## Speelsteden/-gelegenheden
Dit jaar zal de Premier League Darts voor de eerste keer in Nederland worden gehouden. Tijdens speelronde 15 zullen de spelers in Ahoy Rotterdam spelen.
| Leeds                                   | Newcastle                               | Dublin                           | Aberdeen                                 |
| --------------------------------------- | --------------------------------------- | -------------------------------- | ---------------------------------------- |
| First Direct Arena Donderdag 4 februari | Metro Radio Arena Donderdag 11 februari | 3Arena Donderdag 18 februari     | GE Gas & Oil Arena Donderdag 25 februari |
|                                         |                                         |                                  |                                          |
| Exeter                                  | Nottingham                              | Glasgow                          | Liverpool                                |
| Westpoint Arena Donderdag 3 maart       | Capital FM Arena Donderdag 10 maart     | SSE Hydro Donderdag 17 maart     | Echo Arena Donderdag 24 maart            |
|                                         |                                         |                                  |                                          |
| Cardiff                                 | Sheffield                               | Belfast                          | Bournemouth                              |
| Motorpoint Arena Donderdag 31 maart     | Sheffield Arena Donderdag 7 april       | The SSE Arena Donderdag 14 april | BIC Donderdag 21 april                   |
|                                         |                                         |                                  |                                          |
| Birmingham                              | Manchester                              | Rotterdam                        | Londen                                   |
| Barclaycard Arena Donderdag 28 april    | Manchester Arena Donderdag 5 mei        | Ahoy Rotterdam Donderdag 12 mei  | The O2 Donderdag 19 mei                  |
|                                         |                                         |                                  |                                          |

## Prijzengeld
Nieuw deze editie is dat de koploper na 15 speelrondes een bonus ontvangt van £25.000. Hiermee bedraagt het prijzengeld £725.000 een verhoging van £25.000 ten opzicht van de vorige editie in 2015.
| Plaats                       | Prijzengeld (Totaal: £725.000) |
| ---------------------------- | ------------------------------ |
| Winnaar                      | £200.000                       |
| Runner-up                    | £100.000                       |
| Halvefinalist                | £75.000                        |
| Koploper (na 15 speelrondes) | £25.000                        |
| 5e plaats                    | £60.000                        |
| 6e plaats                    | £50.000                        |
| 7e plaats                    | £45.000                        |
| 8e plaats                    | £40.000                        |
| 9e plaats                    | £30.000                        |
| 10e plaats                   | £25.000                        |

## Statistieken

### Groepsfase
| Positie | Naam                  | Gespeeld | Winst | Gelijk | Verlies | Legs voor | Legs tegen | +/− | LTDI | Gem.   | Punten | 180's | Hoogste uitgooi |
| ------- | --------------------- | -------- | ----- | ------ | ------- | --------- | ---------- | --- | ---- | ------ | ------ | ----- | --------------- |
| 1       | Michael van Gerwen    | 16       | 11    | 4      | 1       | 105       | 63         | +42 | 39   | 108,40 | 26     | 59    | 170             |
| 2       | Phil Taylor           | 16       | 11    | 2      | 3       | 100       | 65         | +35 | 36   | 101,36 | 24     | 40    | 141             |
| 3       | Gary Anderson         | 16       | 8     | 4      | 4       | 92        | 81         | +11 | 30   | 100,42 | 20     | 40    | 144             |
| 4       | Adrian Lewis          | 16       | 9     | 1      | 6       | 89        | 79         | +10 | 32   | 96,90  | 19     | 37    | 144             |
| 5       | Peter Wright          | 16       | 7     | 4      | 5       | 86        | 86         | +0  | 27   | 99,66  | 17     | 46    | 161             |
| 6       | James Wade            | 16       | 7     | 2      | 7       | 82        | 89         | −7  | 27   | 98,15  | 16     | 33    | 161             |
| 7       | Raymond van Barneveld | 16       | 5     | 1      | 10      | 86        | 94         | −8  | 25   | 98,23  | 11     | 43    | 161             |
| 8       | Robert Thornton       | 16       | 2     | 2      | 12      | 60        | 103        | −43 | 10   | 92,88  | 6      | 30    | 145             |
| 9       | Dave Chisnall         | 9        | 1     | 1      | 7       | 41        | 55         | −14 | 17   | 98,44  | 3      | 37    | 116             |
| 10      | Michael Smith         | 9        | 1     | 1      | 7       | 34        | 60         | −26 | 15   | 91,40  | 3      | 24    | 122             |

- Laatste twee spelers vielen na speeldag 9 (31 maart) af, top vier plaatst zich na speeldag 15 (12 mei) voor de play-offs.
- NB: De darters worden gerankt op punten. Als dat gelijk is, worden ze gerankt op +/− leg. Als de +/− leg gelijk is, dan worden ze gerankt op de legs gewonnen tegen de darts in. Als dit ook gelijk is, worden ze gerankt op het gemiddelde wat er gegooid wordt met drie pijlen.

| Legenda kleuren in de tabellen |
| ------------------------------ |
| Geplaatst voor play-offs       |
| Uitgeschakeld                  |

### Positie per ronde
| Speler                | Ronde | Ronde | Ronde | Ronde | Ronde | Ronde | Ronde | Ronde | Ronde | Ronde         | Ronde         | Ronde         | Ronde         | Ronde         | Ronde         |
| Speler                | 1     | 2     | 3     | 4     | 5     | 6     | 7     | 8     | 9     | 10            | 11            | 12            | 13            | 14            | 15            |
| --------------------- | ----- | ----- | ----- | ----- | ----- | ----- | ----- | ----- | ----- | ------------- | ------------- | ------------- | ------------- | ------------- | ------------- |
| Michael van Gerwen    | 6     | 6     | 4     | 2     | 1     | 1     | 1     | 1     | 2     | 2             | 2             | 2             | 1             | 1             | 1             |
| Phil Taylor           | 7     | 7     | 5     | 4     | 2     | 2     | 2     | 2     | 1     | 1             | 1             | 1             | 2             | 2             | 2             |
| Gary Anderson         | 7     | 8     | 9     | 8     | 6     | 6     | 3     | 3     | 3     | 4             | 4             | 3             | 3             | 3             | 3             |
| Adrian Lewis          | 2     | 1     | 2     | 3     | 4     | 3     | 5     | 4     | 4     | 3             | 3             | 4             | 4             | 4             | 4             |
| Peter Wright          | 3     | 2     | 1     | 1     | 3     | 5     | 6     | 6     | 6     | 6             | 6             | 7             | 6             | 5             | 5             |
| James Wade            | 5     | 3     | 6     | 6     | 5     | 4     | 4     | 5     | 5     | 5             | 5             | 5             | 5             | 6             | 6             |
| Raymond van Barneveld | 3     | 5     | 3     | 5     | 7     | 7     | 7     | 7     | 7     | 7             | 7             | 6             | 7             | 7             | 7             |
| Robert Thornton       | 10    | 10    | 10    | 9     | 10    | 10    | 10    | 8     | 8     | 8             | 8             | 8             | 8             | 8             | 8             |
| Dave Chisnall         | 1     | 4     | 7     | 7     | 8     | 8     | 8     | 9     | 9     | Uitgeschakeld | Uitgeschakeld | Uitgeschakeld | Uitgeschakeld | Uitgeschakeld | Uitgeschakeld |
| Michael Smith         | 9     | 9     | 8     | 10    | 9     | 9     | 9     | 10    | 10    | Uitgeschakeld | Uitgeschakeld | Uitgeschakeld | Uitgeschakeld | Uitgeschakeld | Uitgeschakeld |

### Toernooireeks
| Michael van Gerwen    | V  | V  | W  | W  | W | W | W | W | G  | G  | G  | G  | G | W             | W             | G             | G             | W             | W             | W             | W             | W             | W             | W             | W             |
| Phil Taylor           | V  | V  | W  | W  | W | W | W | W | G  | G  | G  | G  | W | W             | W             | W             | W             | W             | W             | V             | V             | W             | V             | W             | V             |
| Gary Anderson         | NG | NG | V  | V  | V | W | W | W | W  | W  | W  | W  | G | V             | V             | G             | G             | G             | G             | W             | G             | W             | V             | V             |               |
| Adrian Lewis          | W  | W  | W  | W  | V | W | V | W | V  | V  | W  | W  | W | G             | G             | W             | W             | V             | V             | W             | W             | V             | W             | V             |               |
| Peter Wright          | W  | W  | W  | W  | W | G | V | V | V  | V  | G  | G  | W | G             | G             | V             | V             | V             | V             | W             | G             | W             | G             | Uitgeschakeld | Uitgeschakeld |
| James Wade            | W  | W  | W  | V  | V | V | W | W | W  | W  | NG | NG | G | W             | V             | V             | V             | G             | G             | V             | V             | V             | W             | Uitgeschakeld | Uitgeschakeld |
| Raymond van Barneveld | W  | W  | V  | V  | W | V | V | V | W  | W  | V  | V  | G | V             | V             | V             | W             | W             | W             | V             | V             | V             | G             | Uitgeschakeld | Uitgeschakeld |
| Robert Thornton       | V  | V  | NG | NG | V | G | V | V | V  | V  | W  | G  | V | V             | V             | W             | V             | V             | V             | V             | V             | V             | V             | Uitgeschakeld | Uitgeschakeld |
| Dave Chisnall         | W  | W  | V  | V  | G | V | V | V | V  | V  | V  | V  | V | Uitgeschakeld | Uitgeschakeld | Uitgeschakeld | Uitgeschakeld | Uitgeschakeld | Uitgeschakeld | Uitgeschakeld | Uitgeschakeld | Uitgeschakeld | Uitgeschakeld | Uitgeschakeld | Uitgeschakeld |
| Michael Smith         | V  | V  | V  | V  | G | V | W | V | NG | NG | V  | V  | V | Uitgeschakeld | Uitgeschakeld | Uitgeschakeld | Uitgeschakeld | Uitgeschakeld | Uitgeschakeld | Uitgeschakeld | Uitgeschakeld | Uitgeschakeld | Uitgeschakeld | Uitgeschakeld | Uitgeschakeld |

- NB: W = Gewonnen, G = Gelijk, V = Verloren, NG = Niet gespeeld

## Uitslagen

### Groepsfase (fase 1)
|                                           | Gemiddelde | Score | Gemiddelde |                       |
| ----------------------------------------- | ---------- | ----- | ---------- | --------------------- |
| Peter Wright                              | 99,16      | 7 – 2 | 86,15      | Michael Smith         |
| Michael van Gerwen                        | 98,30      | 4 – 7 | 97,43      | James Wade            |
| Phil Taylor                               | 92,34      | 2 – 7 | 103,60     | Raymond van Barneveld |
| Robert Thornton                           | 75,68      | 0 – 7 | 101,16     | Dave Chisnall         |
| Adrian Lewis                              | 100,03     | 7 – 1 | 80,97      | Michael Smith         |
| Avondgemiddelde: 93,48                    |            |       |            |                       |
| Hoogste uitgooi: 167 (Michael van Gerwen) |            |       |            |                       |

|                                    | Gemiddelde | Score | Gemiddelde |                    |
| ---------------------------------- | ---------- | ----- | ---------- | ------------------ |
| James Wade                         | 93,00      | 7 – 4 | 91,74      | Michael Smith      |
| Raymond van Barneveld              | 93,23      | 5 – 7 | 88,19      | Peter Wright       |
| Adrian Lewis                       | 98,92      | 7 – 4 | 98,80      | Dave Chisnall      |
| Gary Anderson                      | 106,23     | 3 – 7 | 111,88     | Michael van Gerwen |
| James Wade                         | 101,85     | 1 – 7 | 111,20     | Phil Taylor        |
| Avondgemiddelde: 99,50             |            |       |            |                    |
| Hoogste uitgooi: 127 (Phil Taylor) |            |       |            |                    |

|                                     | Gemiddelde | Score | Gemiddelde |                       |
| ----------------------------------- | ---------- | ----- | ---------- | --------------------- |
| Peter Wright                        | 104,48     | 7 – 4 | 98,96      | James Wade            |
| Dave Chisnall                       | 96,88      | 6 – 6 | 93,73      | Michael Smith         |
| Phil Taylor                         | 100,83     | 7 – 4 | 93,38      | Gary Anderson         |
| Michael van Gerwen                  | 106,40     | 7 – 4 | 98,54      | Adrian Lewis          |
| Robert Thornton                     | 89,89      | 5 – 7 | 102,60     | Raymond van Barneveld |
| Avondgemiddelde: 98.97              |            |       |            |                       |
| Hoogste uitgooi: 161 (Peter Wright) |            |       |            |                       |

|                                     | Gemiddelde | Score | Gemiddelde |                       |
| ----------------------------------- | ---------- | ----- | ---------- | --------------------- |
| Adrian Lewis                        | 99,55      | 7 – 5 | 97,27      | James Wade            |
| Gary Anderson                       | 103,34     | 7 – 3 | 98,89      | Raymond van Barneveld |
| Michael van Gerwen                  | 123,40     | 7 – 1 | 91,41      | Michael Smith         |
| Phil Taylor                         | 115,25     | 7 – 5 | 109,63     | Dave Chisnall         |
| Peter Wright                        | 98,45      | 6 – 6 | 91,98      | Robert Thornton       |
| Avondgemiddelde: 102,86             |            |       |            |                       |
| Hoogste uitgooi: 142 (Adrian Lewis) |            |       |            |                       |

|                                   | Gemiddelde | Score | Gemiddelde |                       |
| --------------------------------- | ---------- | ----- | ---------- | --------------------- |
| Phil Taylor                       | 104,00     | 7 – 1 | 93,11      | Adrian Lewis          |
| Dave Chisnall                     | 96,26      | 4 – 7 | 102,25     | James Wade            |
| Robert Thornton                   | 85,80      | 4 – 7 | 89,88      | Gary Anderson         |
| Peter Wright                      | 108,98     | 2 – 7 | 116,67     | Michael van Gerwen    |
| Michael Smith                     | 95,77      | 7 – 5 | 92,19      | Raymond van Barneveld |
| Avondgemiddelde: 98,09            |            |       |            |                       |
| Hoogste uitgooi: 161 (James Wade) |            |       |            |                       |

|                                              | Gemiddelde | Score | Gemiddelde |                    |
| -------------------------------------------- | ---------- | ----- | ---------- | ------------------ |
| Michael Smith                                | 95,54      | 3 – 7 | 102,19     | Gary Anderson      |
| Peter Wright                                 | 106,79     | 3 – 7 | 107,93     | Adrian Lewis       |
| Raymond van Barneveld                        | 101,17     | 5 – 7 | 100,50     | James Wade         |
| Robert Thornton                              | 88,38      | 0 – 7 | 102,15     | Phil Taylor        |
| Dave Chisnall                                | 93,03      | 2 – 7 | 113,47     | Michael van Gerwen |
| Avondgemiddelde: 101,12                      |            |       |            |                    |
| Hoogste uitgooi: 161 (Raymond van Barneveld) |            |       |            |                    |

|                                           | Gemiddelde | Score | Gemiddelde |                 |
| ----------------------------------------- | ---------- | ----- | ---------- | --------------- |
| Gary Anderson                             | 99,39      | 7 – 4 | 93,00      | Adrian Lewis    |
| James Wade                                | 100,81     | 7 – 4 | 101,35     | Robert Thornton |
| Michael van Gerwen                        | 107,35     | 6 – 6 | 103,12     | Phil Taylor     |
| Raymond van Barneveld                     | 104,90     | 7 – 4 | 96,27      | Dave Chisnall   |
| Gary Anderson                             | 102,75     | 7 – 5 | 101,31     | Peter Wright    |
| Avondgemiddelde: 101,03                   |            |       |            |                 |
| Hoogste uitgooi: 170 (Michael van Gerwen) |            |       |            |                 |

|                                      | Gemiddelde | Score | Gemiddelde |                       |
| ------------------------------------ | ---------- | ----- | ---------- | --------------------- |
| Michael Smith                        | 92,48      | 5 – 7 | 92,88      | Robert Thornton       |
| Gary Anderson                        | 103,25     | 7 – 4 | 100,01     | Dave Chisnall         |
| Adrian Lewis                         | 96,57      | 7 – 5 | 98,35      | Raymond van Barneveld |
| Phil Taylor                          | 101,51     | 6 – 6 | 103,40     | Peter Wright          |
| Michael van Gerwen                   | 97,57      | 6 – 6 | 95,59      | Robert Thornton       |
| Avondgemiddelde: 98,16               |            |       |            |                       |
| Hoogste uitgooi: 144 (Gary Anderson) |            |       |            |                       |

| Motorpoint Arena, Cardiff \| \| Gemiddelde \| Score \| Gemiddelde \| \| \| ---------------------- \| ---------- \| ----- \| ---------- \| ------------------ \| \| Dave Chisnall \| 93,92 \| 5 – 7 \| 97,14 \| Peter Wright \| \| Raymond van Barneveld \| 101,69 \| 6 – 6 \| 105,59 \| Michael van Gerwen \| \| Robert Thornton \| 92,54 \| 4 – 7 \| 96,82 \| Adrian Lewis \| \| Michael Smith \| 94,82 \| 5 – 7 \| 99.92 \| Phil Taylor \| \| James Wade \| 95,18 \| 6 – 6 \| 100,68 \| Gary Anderson \| \| Avondgemiddelde: 97,83 \| \| \| \| \| \| Hoogste uitgooi: \| \| \| \| \| |            |       |            |                    |
| | Gemiddelde | Score | Gemiddelde |                    |
| Dave Chisnall | 93,92      | 5 – 7 | 97,14      | Peter Wright       |
| Raymond van Barneveld | 101,69     | 6 – 6 | 105,59     | Michael van Gerwen |
| Robert Thornton | 92,54      | 4 – 7 | 96,82      | Adrian Lewis       |
| Michael Smith | 94,82      | 5 – 7 | 99.92      | Phil Taylor        |
| James Wade | 95,18      | 6 – 6 | 100,68     | Gary Anderson      |
| Avondgemiddelde: 97,83 |            |       |            |                    |
| Hoogste uitgooi: |            |       |            |                    |

### Groepsfase (fase 2)
|                                           | Gemiddelde | Score | Gemiddelde |                       |
| ----------------------------------------- | ---------- | ----- | ---------- | --------------------- |
| James Wade                                | 97,25      | 7 – 4 | 97,23      | Raymond van Barneveld |
| Gary Anderson                             | 92,83      | 3 – 7 | 99,31      | Phil Taylor           |
| Robert Thornton                           | 104,23     | 5 – 7 | 117,95     | Michael van Gerwen    |
| Adrian Lewis                              | 88,68      | 6 – 6 | 93,43      | Peter Wright          |
| Phil Taylor                               | 92,91      | 7 – 4 | 91,50      | James Wade            |
| Avondgemiddelde: 97,53                    |            |       |            |                       |
| Hoogste uitgooi: 138 (Michael van Gerwen) |            |       |            |                       |

|                                     | Gemiddelde | Score | Gemiddelde |                 |
| ----------------------------------- | ---------- | ----- | ---------- | --------------- |
| Robert Thornton                     | 105,63     | 7 – 2 | 92,48      | Peter Wright    |
| Raymond van Barneveld               | 96,14      | 5 – 7 | 100,36     | Phil Taylor     |
| James Wade                          | 95,95      | 5 – 7 | 103,54     | Adrian Lewis    |
| Michael van Gerwen                  | 110,55     | 6 – 6 | 108,24     | Gary Anderson   |
| Raymond van Barneveld               | 92,53      | 7 – 4 | 88,16      | Robert Thornton |
| Avondgemiddelde: 99,36              |            |       |            |                 |
| Hoogste uitgooi: 144 (Adrian Lewis) |            |       |            |                 |
| 9-darter: Adrian Lewis              |            |       |            |                 |

|                                     | Gemiddelde | Score | Gemiddelde |                    |
| ----------------------------------- | ---------- | ----- | ---------- | ------------------ |
| Michael van Gerwen                  | 103,38     | 7 – 2 | 98,30      | Peter Wright       |
| Raymond van Barneveld               | 93,09      | 7 – 4 | 90,42      | Adrian Lewis       |
| Gary Anderson                       | 103,07     | 6 – 6 | 99,71      | James Wade         |
| Phil Taylor                         | 89,61      | 7 – 2 | 93,61      | Robert Thornton    |
| Adrian Lewis                        | 92,98      | 5 – 7 | 96,82      | Michael van Gerwen |
| Avondgemiddelde: 96,10              |            |       |            |                    |
| Hoogste uitgooi: 142 (Adrian Lewis) |            |       |            |                    |

|                                              | Gemiddelde | Score | Gemiddelde |                    |
| -------------------------------------------- | ---------- | ----- | ---------- | ------------------ |
| Peter Wright                                 | 99,67      | 7 – 4 | 106,48     | Phil Taylor        |
| Raymond van Barneveld                        | 99,64      | 5 – 7 | 99,19      | Gary Anderson      |
| Adrian Lewis                                 | 96,55      | 7 – 2 | 94,55      | Robert Thornton    |
| James Wade                                   | 102,40     | 1 – 7 | 108,33     | Michael van Gerwen |
| Peter Wright                                 | 103,45     | 6 – 6 | 101,51     | Gary Anderson      |
| Avondgemiddelde: 100,00                      |            |       |            |                    |
| Hoogste uitgooi: 132 (Raymond van Barneveld) |            |       |            |                    |

|                                           | Gemiddelde | Score | Gemiddelde |                       |
| ----------------------------------------- | ---------- | ----- | ---------- | --------------------- |
| James Wade                                | 97,29      | 1 – 7 | 99,15      | Peter Wright          |
| Gary Anderson                             | 99,33      | 7 – 1 | 90,40      | Robert Thornton       |
| Michael van Gerwen                        | 107,93     | 7 – 2 | 100,78     | Raymond van Barneveld |
| Adrian Lewis                              | 94,11      | 2 – 7 | 103,72     | Phil Taylor           |
| Avondgemiddelde: 99,09                    |            |       |            |                       |
| Hoogste uitgooi: 167 (Michael van Gerwen) |            |       |            |                       |

|                                           | Gemiddelde | Score | Gemiddelde |                       |
| ----------------------------------------- | ---------- | ----- | ---------- | --------------------- |
| Robert Thornton                           | 85,57      | 3 – 7 | 89,16      | James Wade            |
| Peter Wright                              | 90,33      | 6 – 6 | 90,02      | Raymond van Barneveld |
| Adrian Lewis                              | 93,22      | 7 – 2 | 97,21      | Gary Anderson         |
| Phil Taylor                               | 95,55      | 5 – 7 | 101,24     | Michael van Gerwen    |
| Avondgemiddelde: 92,79                    |            |       |            |                       |
| Hoogste uitgooi: 164 (Michael van Gerwen) |            |       |            |                       |

### Play-offs

#### 19 mei
The O2, Londen
|                                            | Gemiddelde | Score  | Gemiddelde |               |
| ------------------------------------------ | ---------- | ------ | ---------- | ------------- |
| Halve finale (best of 19 legs)             |            |        |            |               |
| Phil Taylor                                | 98,83      | 10 – 7 | 96,86      | Gary Anderson |
| Michael van Gerwen                         | 103,19     | 10 – 4 | 95,47      | Adrian Lewis  |
| Finale (best of 21 legs)                   |            |        |            |               |
| Michael van Gerwen                         | 105,88     | 11 – 3 | 101,34     | Phil Taylor   |
| Avondgemiddelde: 100,26                    |            |        |            |               |
| Hoogste checkout: 121 (Michael van Gerwen) |            |        |            |               |